# Lemnalia tixierae
Lemnalia tixierae is een zachte koraalsoort uit de familie Nephtheidae. De koraalsoort komt uit het geslacht Lemnalia. Lemnalia tixierae werd in 1969 voor het eerst wetenschappelijk beschreven door Verseveldt. 